# Ave verum corpus

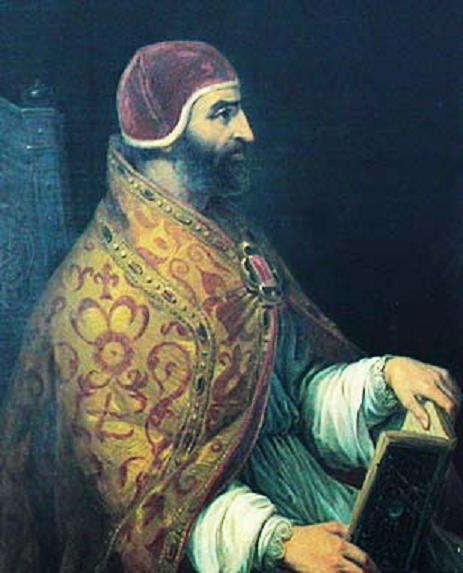
Påven Innocentius VI anses traditionellt ha författat texten Ave verum corpus, som tonsatts av flera kompositörer.

Ave verum corpus är en nattvardshymn som traditionellt anses vara skriven av påven Innocentius VI (död 1362). Texten han skrev har tonsatts av flera kompositörer, däribland William Byrd, Edward Elgar, Franz Liszt och Wolfgang Amadeus Mozart. Från senare tid finns det bland annat en sättning av Fredrik Sixten.
Titeln är latin och betyder "var hälsad sanna kött", och syftar på kristi lekamen. Texten handlar om Kristi], den av jungfru Maria föddes, lidande och död på korset för människan, och avslutas med en bön om att han ska visa nåd. Från senmedeltiden framfördes hymnen under nattvardens konsekration eller eukaristiska välsignelse.
Mozarts version, som är den oftast framförda, tillkom runt Corpus Christi 1791 i Baden bei Wien, när hans hustru var gravid och under hans sista sommar. Den är skriven för en fyrstämmig blandad kör, stråkar och orgel, och kännetecknas av en harmonisk enkelhet som också präglar annat Mozart skrev under sin sista tid i livet. Mozart angav att den skulle framföras sotto voce. Den uruppfördes under körmästaren Anton Stoll av en småstadskör i en liten kyrka utanför Baden, och dess enkla stil speglar måhända körens förutsättningar.
Versionen av den för sin djupa katolicism förföljde Byrd, publicerades i dennes Gradualia 1605, och kunde inte uppföras offentligt i Tudortidens England. Det är en motett för blandad kör.
Elgars version, också detta en motett för blandad kör, skrevs 1887 med anledning av en väns bortgång, och detta till texten Pie Jesu. Den klassificerades därför ursprungligen av Elgar som en begravningshymn att framföra under rekviemmässa. 1902 utkom versionen med texten Ave verum corpus.